# Aristaios
 Der er for få eller ingen kildehenvisninger i denne artikel, hvilket er et problem. Du kan hjælpe ved at angive troværdige kilder til de påstande, som fremføres i artiklen.

Aristaios var i græsk mytologi søn af Apollon og den hyrdegud som vogtede hjorte og bikuber
Aristaios kendes også som den der forårsagede Eurydikes død. Hun trådte på en giftslange da Aristaios forsøgte at voldtage hende.